# 圣丽塔-杜萨普卡伊
圣丽塔-杜萨普卡伊是巴西米纳斯吉拉斯州的一个市镇。总面积350.874平方公里，总人口35724人，人口密度101.8人/平方公里。